# A forradalom napján
A forradalom napján (eredeti cím: Bastille Day vagy The Take) 2016-ban bemutatott akciófilm, melyet James Watkins rendezett. A film egy amerikai, francia és luxemburgi közös vállalkozás, amit az Anonymous Content, a Vendôme Pictures, a TF1 Films Production és a StudioCanal gyártott. A főszerepet Idris Elba, Richard Madden, Charlotte Le Bon, Eriq Ebouaney és José Garcia alakítja. A film forgatása 2014. október 13-án kezdődött Párizsban és 2014. december 17-én fejeződött be be.
Az Egyesült Királyságban 2016. április 22-én, Franciaországban július 13-án, az Amerikai Egyesült Államokban november 18-án került mutatták be. Magyarországon kizárólag DVD-n jelent meg, 2017. április 7-én. Általánosságban vegyes véleményeket kapott a kritikusoktól. A Metacritic oldalán a film értékelése 48% a 100-ból, ami 16 véleményen alapul. A Rotten Tomatoeson a Forradalom napján 46%-os minősítést kapott, 74 értékelés alapján. Bevételi szempontból nem teljesített sikeresen, ugyanis a 20 millió dolláros költségvetését sem tudta felülmúlni, nagyjából 14,8 millió dolláros bevételével.

## Cselekmény
|  | Alább a cselekmény részletei következnek! |

Párizsban a Forradalom napja előestéjén, Michael Mason (Richard Madden) az amerikai vándor és zsebtolvaj ellop egy női táskát, nem tudva, hogy robbanóanyagokat tartalmaz. Meggyőződik róla, hogy a táskában egy telefon és egy játékmackó van, ezt követően leteszi az egyik közeli kuka mellé, és egyszer csak felrobban, megölve négy embert körülötte. A CIA ügynöke, Sean Briar (Idris Elba) elfogja és letartóztatja Mason-t, mert a felelőtlen magatartása és az előle menekvése rákényszerítette erre, majd később a kihallgatószobában tiltakozik a férfi Briar előtt, hogy ő nem tartózik terroristák közé, elmondása szerint csak lopta a telefont egy Zoé Neville (Charlotte Le Bon) nevezetű nőtől. A bombát Rafi Bernard által vezetett korrupt rendőrök csoportja hozta létre, akiknek minden tagja a francia RAPID különleges erőkhöz tartózik, valamint a Francia Nemzeti Bank kirablását akarják véghezvinni. Zoénak elmondták, hogy a francia nacionalista párt irodájába telepítse a bombát (elterelési szempontból), de miután látta, hogy az éjszakai takarító személyzet megérkezik, nem volt hajlandó megölni az ártatlanokat, és így abbahagyta a tervezett cselekvést. Zoé barátja, Jean, az egyik fő összeesküvő, lehetővé teszi számára, hogy egy kis egérúttal elmeneküljön a tette miatt, felismervén, hogy a honfitársai meg akarják őt ölni.
A csapat Zoé telefonját bemérve, Briar és Mason tartózkodási helyére követi. Miközben Mason kiszabadul és elmenekül, Briar harcba keveredik az összeesküvőkkel, akik legyűrik őt. Rafi csapata továbbra is folytatja a hajszát, és hamis bizonyítékokat helyeznek el a mecsetbe, ami az országot tekintve, az iszlám lakosság körében hatalmas zűrzavart okoz, az interneten mozgó hashtagokat használva. A francia hatóságok és Rafi hadserege megérkezik Mason jelenlegi helyére, ami Baba háza. Az öreg férfi hívta az otthonához a csapatokat, mert korábban megfenyegették őt némi információért. Briar a menekülő Mason-t szponzorálja, aki elhiszi a történetét, és segíteni óhajtja az esetét, még a felettesei parancsának ellenére is. Követik Zoét, az egyik aktivista barátjának, Paulnak a motorkerékpáros búvóhelyéig, de a banda felgyújtja Briar autóját, hogy nyugodt szívvel el tudhassanak menekülni. A duó hamar szerez egy másik autót és elmennek, Paul bárjához, ahol dolgozik. Mason a kézügyességének köszönhetően a benn tartózkodó férfiakat maguk ellen fordítja, melynek során ellopja Paul zsebéből a személyes okmányokat.
Mason és Briar használják Paul igazolványát, és megtudják az állandó lakcímét, ahol Zoé bujkál, akinek végül sikerül együttműködnie velük. Zoé elvezeti őket Jean lakásához, ahol megtalálják őt felakasztva, valamint az azonosítójaként a jelvényét, ami elárulja, hogy ő egy beépített rendőr volt. Briar tájékoztatja a francia kapcsolattartó kollégáját, Karen Dacre-t (Kelly Reilly), aki egyben a DGSI igazgatója is, hogy az ismerőse, Victor Gamieux vegye védőőrizetbe Masont és Zoét. Azonban Gamieux, aki valójában a gyilkos összeesküvők irányítója, megöli Dacre-t, miután megkapta az általa szükséges információkat, és elküldte érte egy felszedő csapatot, amely az ő segédjeiből áll. Hamarosan mindhármukat megtámadják egy furgonban, amibe beszálltak Mason és Zoé őrizetbevételük elszállítása miatt, és sikeresen leverik a támadókat. Rájőve, hogy Gamieux keze van a játékban, a trió Francia Nemzeti Bank felé halad.
Amikor a tiltakozók tömege a bank elülső részének tömegét tömöríti (amiről az összeesküvők tehetnek), Gamieux Rafi-t és a RAPID csapatát az épületbe helyezi teljesen belső biztonságot kialakítva, ezáltal megkönnyebbítve a teljes pénzeszközök (fél milliárd euró) digitális rablását. Miután megérkeznek a bankhoz, Briar álcázza magát, mint RAPID tiszt, és sikerül bejutni az épületbe, mielőtt lebukna. A rendőrségi furgon zűrzavaros rádiójában meghallják, hogy Briar bajba fog kerülni, ezért Zoé és Mason elkezdenek lázadni a tiltakozók között, akikkel együtt megviharozzák a bankot, és átjutnak a meggátoló RAPID csapaton és bejutnak az épületbe. Ezután Briar behatol a páncélterembe, ahol lövöldözésbe kezd Rafi-val és egy segítőjével. Rafi elmenekül az USB flash pendrive-val, amelyre a pénzt letöltötték, de Briar időben kapcsolatba lép Masonnal, aki rögtön ellopja a pendrive-t Rafi zsebéből. Miután észrevette, hogy kizsebelték, Rafi túszként fogva tartja Zoé-t. Gamieux megpróbálja megmenteni a tervét; az egyik rendőrt arra utasítja, hogy lőjék le és öljék meg Rafit, majd Mason elmenekül a meghajtóval.
Valamennyi idő elteltével Mason, Briar-ral és a francia bűnüldözőkkel együttműködve, találkozik Gamieux-szal, mert a pendrive-ért cserébe, egy útlevelet, egy repülőjegyet Brazíliába és 100 ezer dollárt ajánl neki, de végül a férfin rajtaütnek és letartóztatják. A Mason elleni vádakat törlik, és felajánlanak neki egy munkát, mint CIA-ügynök.
|  | Itt a vége a cselekmény részletezésének! |

## Szereplők
| Színész          | Szerep                                                                 | Magyar hang        |
| ---------------- | ---------------------------------------------------------------------- | ------------------ |
| Idris Elba       | Sean Briar CIA-ügynök                                                  | Galambos Péter     |
| Richard Madden   | Michael Mason, Párizsban élő amerikai zsebmetsző                       | Csőre Gábor        |
| Charlotte Le Bon | Zoe Neville, antifasiszta tüntető                                      | Törőcsik Franciska |
| Kelly Reilly     | Karen Dacre, magas rangú CIA-ügynök                                    | Németh Kriszta     |
| José Garcia      | Victor Gamieux, a DGSI igazgatója                                      | Kárpáti Levente    |
| Thierry Godard   | Rafi Bertrand, korrupt parancsnok a francia rendőrség RAPID egységében | Bordás János       |
| Anatol Yusef     | Tom Luddy, a párizsi CIA felügyeleti egység vezetője                   | Moser Károly       |
| Eriq Ebouaney    | Baba, Mason kapcsolata a feketepiacon                                  | Tóth Zoltán        |